# 일로나 가르시아
일로나 가르시아(Ylona Garcia, 2002년 2월 28일 ~ )는 오스트레일리아의 싱어송라이터, 배우, 모델이다.

## 음반 목록

### EP
- My Name Is Ylona Garcia (2016)